# Kanton Saint-Remy-en-Bouzemont-Saint-Genest-et-Isson
Der Kanton Saint-Remy-en-Bouzemont-Saint-Genest-et-Isson war bis 2015 ein französischer Wahlkreis im Arrondissement Vitry-le-François, im Département Marne und in der Region Champagne-Ardenne; sein Hauptort war Saint-Remy-en-Bouzemont-Saint-Genest-et-Isson, Vertreter im Generalrat des Départements war zuletzt von 1979 bis 2015 Jean-Pierre Bouquet.
Der Kanton Saint-Remy-en-Bouzemont-Saint-Genest-et-Isson war 274,32 km² groß und hatte (1999) 4.143 Einwohner, was einer Bevölkerungsdichte von 15 Einwohnern pro km² entsprach.

## Gemeinden
Der Kanton bestand aus 20 Gemeinden:
| Gemeinde                                      | Einwohner Jahr | Fläche km² | Bevölkerungsdichte | Code INSEE | Postleitzahl |
| --------------------------------------------- | -------------- | ---------- | ------------------ | ---------- | ------------ |
| Ambrières                                     | 217 (2013)     | –          | – Einw./km²        | 51008      | 51290        |
| Arrigny                                       | 259 (2013)     | –          | – Einw./km²        | 51016      | 51290        |
| Arzillières-Neuville                          | 343 (2013)     | –          | – Einw./km²        | 51017      | 51290        |
| Blaise-sous-Arzillières                       | 335 (2013)     | –          | – Einw./km²        | 51066      | 51300        |
| Brandonvillers                                | 171 (2013)     | –          | – Einw./km²        | 51080      | 51290        |
| Châtelraould-Saint-Louvent                    | 235 (2013)     | –          | – Einw./km²        | 51134      | 51300        |
| Châtillon-sur-Broué                           | 70 (2013)      | –          | – Einw./km²        | 51135      | 51290        |
| Drosnay                                       | 188 (2013)     | –          | – Einw./km²        | 51219      | 51290        |
| Écollemont                                    | 62 (2013)      | –          | – Einw./km²        | 51223      | 51290        |
| Giffaumont-Champaubert                        | 262 (2013)     | –          | – Einw./km²        | 51269      | 51290        |
| Gigny-Bussy                                   | 232 (2013)     | –          | – Einw./km²        | 51270      | 51290        |
| Sainte-Marie-du-Lac-Nuisement                 | 259 (2013)     | –          | – Einw./km²        | 51277      | 51290        |
| Hauteville                                    | 247 (2013)     | –          | – Einw./km²        | 51286      | 51290        |
| Landricourt                                   | 162 (2013)     | –          | – Einw./km²        | 51315      | 51290        |
| Lignon                                        | 119 (2013)     | –          | – Einw./km²        | 51322      | 51290        |
| Margerie-Hancourt                             | 206 (2013)     | –          | – Einw./km²        | 51349      | 51290        |
| Outines                                       | 143 (2013)     | –          | – Einw./km²        | 51419      | 51290        |
| Les Rivières-Henruel                          | 179 (2013)     | –          | – Einw./km²        | 51463      | 51300        |
| Saint-Chéron                                  | 70 (2013)      | –          | – Einw./km²        | 51475      | 51290        |
| Saint-Remy-en-Bouzemont-Saint-Genest-et-Isson | 542 (2013)     | –          | – Einw./km²        | 51513      | 51290        |

## Bevölkerungsentwicklung
| 1962 | 1968 | 1975 | 1982 | 1990 | 1999 | 2012 |
| ---- | ---- | ---- | ---- | ---- | ---- | ---- |
| 3872 | 4369 | 3931 | 3974 | 4251 | 4143 | 4313 |